# Arrondissement de Deutsch Krone

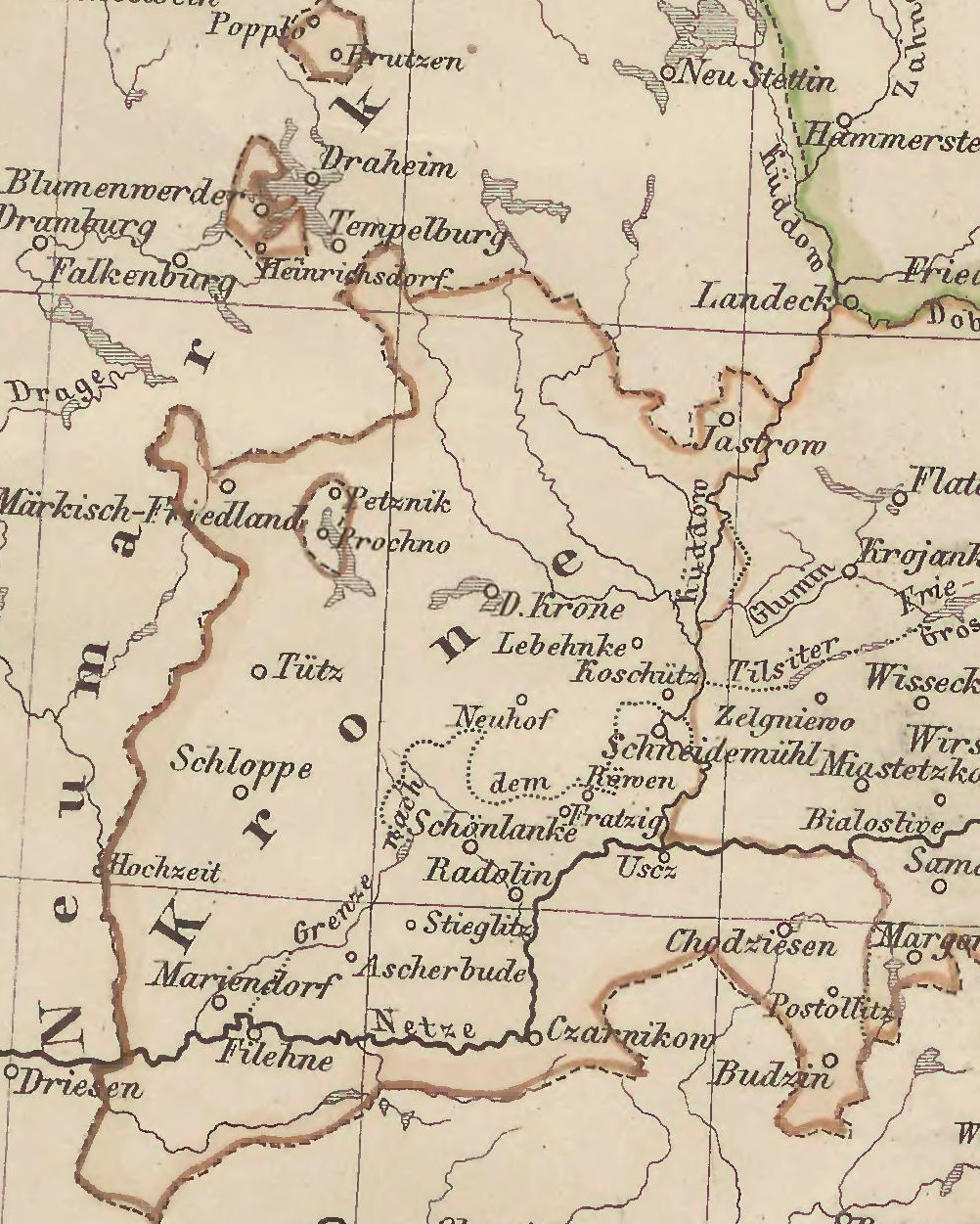
L'arrondissement de Deutsch Krone aux limites de 1772 à 1807.

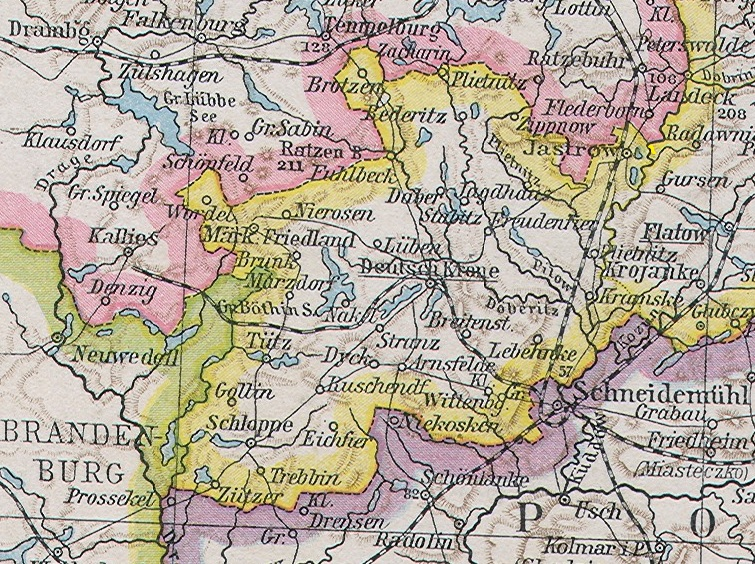
L'arrondissement de Deutsch Krone aux limites de 1818 à 1945.

La province de Prusse occidentale jusqu'en 1920.
District de Dantzig
District de Marienwerder

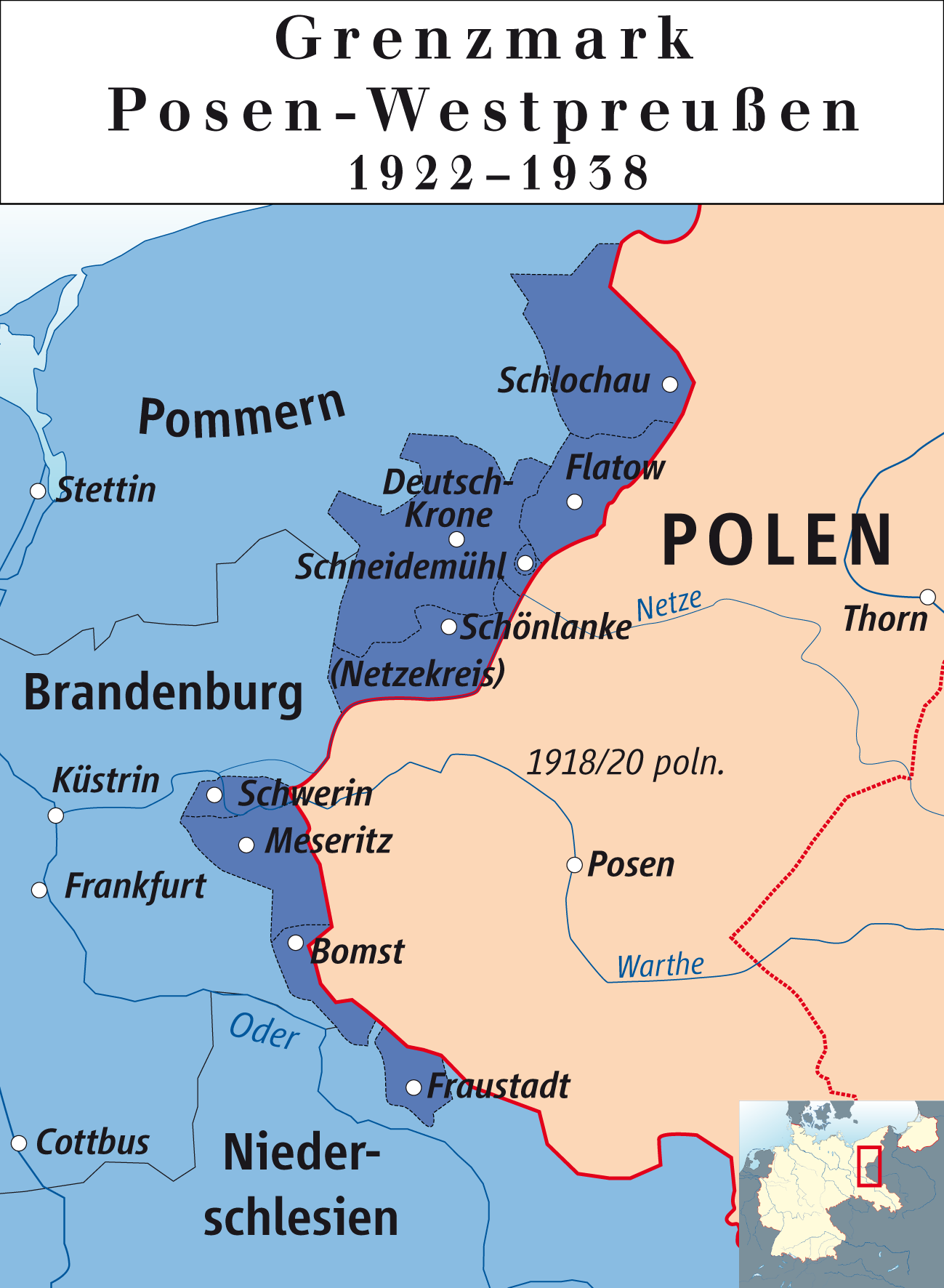
Carte de la province de Posnanie-Prusse-Occidentale avec les limites des arrondissements (1938).

L'arrondissement de Deutsch Krone, est un arrondissement qui existe entre 1772 et 1945 en Prusse. Il appartient à la partie de la Prusse-Occidentale qui est restée dans le Reich allemand après la Première Guerre mondiale et revient à la Posnanie-Prusse-Occidentale et de 1938 à 1945 appartient à la province de Poméranie. Aujourd'hui, l'ancienne zone d'arrondissement se trouve dans les voïvodies polonaises de Poméranie-Occidentale et de Grande-Pologne.

## Histoire
Depuis 1772, l'arrondissement de Deutsch Krone est l'un des quatre arrondissements du district de Netze, qui a été rattaché à la Prusse en 1772 à la suite du première partage de la Pologne. À la suite de la paix de Tilsit en 1807, la partie sud de l'arrondissement avec les villes de Filehne, Schönlanke et Schneidemühl est rattachée au duché de Varsovie.
Dans le cadre de l'ordonnance prussienne sur les autorités provinciales du 30 avril 1815 et de ses dispositions d'application, l'arrondissement est rattaché au nouveau district de Marienwerder de la nouvelle province de Prusse-Occidentale, tandis que la partie sud du district, séparée en 1806, est rattachée au nouveau grand-duché de Posen. Plusieurs exclaves sont mutuellement échangées avec l'arrondissement voisin du nord-ouest de Dramburg. Après la fixation définitive des nouvelles limites du district de Marienwerder, l'arrondissement de Deutsch Krone comprend depuis le 1er avril 1818 les cinq villes de Deutsch Krone, Jastrow, Märkisch Friedland, Schloppe, Tütz, les bureaux de Lebehnke et Schloppe et 65 domaines nobles. Le siège de l'arrondissement est la ville de Deutsch Krone. Plus tard, l'orthographe "Deutsch Krone" s'est imposée.
Du 3 décembre 1829 au 1er avril 1878, la Prusse-Occidentale et la Prusse-Orientale sont réunies dans la province de Prusse.
Après une épidémie de choléra en 1831, la maladie réapparait dans l'arrondissement en 1848/49. Le 28 mars 1878, les communes d'Alt Lobitz et de Zadow et le district de domaine de Zadow sont transférés de l'arrondissement de Dramburg à l'arrondissement de Deutsch Krone.
Contrairement à la plupart des autres arrondissements de Prusse-Occidentale, l'arrondissement peuplé d'Allemands reste dans le Reich allemand après la Première Guerre mondiale. Le 20 novembre 1919, l'arrondissement est subordonné au nouveau district de la marche frontière de Prusse-Occidentale-Posnanie basé à Schneidemühl. Le 11 janvier 1921, le district de la marche frontière de Prusse-Occidentale-Posnanie est rebaptisé marche frontière de Posnanie-Prusse-Occidentale. Le 1er juillet 1922, la nouvelle province Posnanie-Prusse-Occidentale est formée à partir du district. Le 1er août 1922, le nouveau district de Schneidemühl (de) est créé pour coïncider avec la province.
Le 30 septembre 1929, une réforme territoriale a lieu dans l'arrondissement de Deutsch Krone, comme dans le reste de l'État libre de Prusse, dans lequel tous les districts de domaine sauf trois sont dissous et attribués aux communes voisines. Le 1er octobre 1938, le district de Deutsch Krone est intégré à la province de Poméranie après la dissolution de la province de Posnanie-Prusse-Occidentale. Pour des raisons de tradition, le district de Schneidemühl reçoit le nom de marche frontière de Posnanie-Prusse-Occidentale.
Au printemps 1945, la zone de l'arrondissement de Deutsch Krone est occupée par l'Armée rouge. Après la fin de la guerre, l'arrondissement est placé sous administration polonaise par les forces d'occupation soviétiques à l'été 1945 conformément à l'Accord de Potsdam (de). L'immigration des Polonais commence alors dans l'arrondissement de Deutsch Krone, dont la plupart viennent des régions à l'est de la ligne Curzon. Dans la période qui suit, la population allemande est expulsée de l'arrondissement.

## Évolution de la démographie
Vous trouverez ci-dessous un aperçu par population, confessions et groupes linguistiques, :
| Année                         | 1821                | 1831                | 1852                | 1861                | 1871                | 1890                | 1900                | 1910              | 1925              | 1933              | 1939              |
| Habitants                     | 31 762              | 37 348              | 52 950              | 60 432              | 63 285              | 65 707              | 64 209              | 62 182            | 67 171            | 68 372            | 69 699            |
| Protestants Catholiques Juifs | 18 312 10 968 2 482 | 21 314 13 911 2 123 | 31 549 19 285 2 116 | 36 442 21 768 2 219 | 37 893 23 317 2 031 | 38 682 25 567 1 423 | 36 994 26 035 1 128 | 35 033 26 311 818 | 39 806 26 532 692 | 41 133 26 455 626 | 42 555 26 285 197 |
| Allemands Bilingues Polonais  |                     | 37 248 - 100        | 52 950 -            | 60 409 - 23         |                     | 65 278 76 347       | 63 813 98 291       | 61 143 179 843    |                   |                   |                   |

## Politique

### Administrateurs de l'arrondissement
- 1772–1775 : Christian Friedrich Wilhelm von der Osten (de) (1741–1793)
- 1775–1777 : Jacob Otto von Wobeser (de)[6]
- 1775–1793 : Ferdinand George von Oppeln-Bronikowski[6]
- 1793–1794 : Dietrich Hans Sebastian von Unruh[6]
- 1795–1818 : Carl George Ferdinand von Falckenhayn[6]
- 1819–1833 : Ludwig von Germar (de)
- 1833–1852 : Eduard von Zychlinski (de)
- 1852–1858 : Heinrich von Rittberg (de)
- 1859–1864 : Botho zu Eulenburg
- 1864–1872 : Max von Brauchitsch (de)
- 1872–1883 : Robert Oskar von Ketelhodt (de)
- 1884–1894 : Franz Rotzoll (de)
- 1894–1919 : Friedrich Wilhelm Gisbert Schulte-Heuthaus[7]
- 1919–1923 : Walther Kleemann (de)
- 1923–0000 : Gansen
- 1923–1928 : Anton Rick
- 1928–1933 : Josef Ortner (de)
- 1934–1945 : Karl Knabe (de)

### Constitution communale
Depuis le XIXe siècle, l'arrondissement de Deutsch Krone est divisé en villes, en communes et en districts de domaine. Avec l'introduction de la loi constitutionnelle prussienne sur les communes du 15 décembre 1933 ainsi que le code communal allemand du 30 janvier 1935, le principe du leader est appliqué au niveau municipal. Une nouvelle constitution d'arrondissement n'est plus créée; Les règlements de l'arrondissement pour les provinces de Prusse-Orientale et Occidentale, de Brandebourg, de Poméranie, de Silésie et de Saxe du 19 mars 1881 restent applicables.

### Élections
Dans l'Empire allemand, l'arrondissement de Deutsch Krone forme la 8e circonscription du district de Marienwerder. La circonscription est remportée à toutes les élections du Reichstag par des candidats nationaux-libéraux ou conservateurs : 
- 1871 : Franz Adolph Guenther (de), Parti conservateur libre
- 1874 : Friedrich Lehr (de), Parti national-libéral
- 1877 : Friedrich Lehr, Parti national libéral
- 1878 : Théodore de Stolberg-Wernigerode (de), Parti conservateur allemand
- 1881 : Max von Brauchitsch (de), Parti conservateur allemand
- 1884 : Karl von Gamp-Massaunen (de), Parti conservateur libre
- 1887 : Karl von Gamp-Massaunen, Parti conservateur libre
- 1890 : Karl von Gamp-Massaunen, Parti conservateur libre
- 1893 : Karl von Gamp-Massaunen, Parti conservateur libre
- 1898 : Karl von Gamp-Massaunen, Parti conservateur libre
- 1903 : Karl von Gamp-Massaunen, Parti conservateur libre
- 1907 : Karl von Gamp-Massaunen, Parti conservateur libre
- 1912 : Karl von Gamp-Massaunen, Parti conservateur libre

## Districts de bureau, villes et communes

### Districts de bureau
Dans les années 1930, les communes de l'arrondissement sont divisées en 32 districts  de bureau. Les villes de l'arrondissement n'ont pas de bureau.
- Briesenitz
- Brotzen
- Dolfusbruch
- Drahnow
- Groß Wittenberg
- Haugsdorf
- Henkendorf
- Hoffstädt
- Klein Nakel
- Kramske
- Krumfließ
- Lebehnke
- Lüben
- Marzdorf
- Mellentin
- Neugolz
- Petznick
- Plietnitz
- Preußendorf
- Rederitz
- Rose
- Rosenfelde
- Salm
- Schloppe
- Schloss Tütz
- Schrotz
- Schulzendorf
- Schönthal
- Stibbe
- Wissulke
- Zippnow
- Zützer

### Villes et communes
À la fin de son existence en 1945, l'arrondissement comprend cinq villes et 92 communes : 
- Alt Lobitz
- Appelwerder
- Arnsfelde
- Betkenhammer
- Bevilsthal
- Birkholz
- Borkendorf
- Breitenstein
- Briesenitz
- Brotzen
- Brunk
- Buchholz
- Dammlang
- Deutsch Krone, ville
- Doderlage (pl)
- Dolfusbruch (de)
- Drahnow
- Dyck
- Eckartsberge
- Eichfier
- Flathe
- Freudenfier
- Gollin
- Gramattenbrück (de)
- Groß Wittenberg
- Groß Zacharin
- Hansfelde
- Harmelsdorf
- Hasenberg
- Haugsdorf
- Henkendorf
- Hoffstädt
- Hohenstein
- Jagdhaus
- Jagolitz
- Jastrow, ville
- Kappe
- Karlsruhe
- Kattun
- Kegelsmühl
- Keßburg
- Klausdorf
- Klawittersdorf
- Klein Nakel
- Klein Wittenberg
- Knakendorf
- Koschütz (de)
- Kramske
- Krummfließ
- Königsgnade
- Latzig
- Lebehnke
- Lubsdorf
- Lüben
- Machlin
- Märkisch Friedland, ville
- Marthe
- Marzdorf
- Mehlgast
- Mellentin
- Neu Lebehnke
- Neu Zippnow
- Neugolz
- Neuhof
- Petznick
- Plietnitz
- Plötzmin
- Prellwitz
- Preußendorf
- Prochnow
- Quiram
- Rederitz
- Riege
- Rose
- Rosenfelde
- Ruschendorf
- Sagemühl
- Salm
- Schloppe, ville
- Schrotz
- Schulzendorf
- Schönow
- Seegenfelde
- Springberg
- Stabitz
- Stibbe
- Strahlenberg
- Stranz
- Trebbin
- Tütz, ville
- Wissulke (de)
- Wittkow
- Wordel (de)
- Zadow
- Zechendorf
- Zippnow
- Zützer

L'arrondissement comprend également les districts de domaine non constitués en commune de Forst Plietnitz, Rohrwiese et Forst Tütz.

### Commines dissoutes et renommées
- Ober et Unter Theerofen, incorporée le 1er octobre 1934 à Betkenhammer ;
- Schneidemühler Hammer, rebaptisé Koschütz en 1932.

## Transports
La première liaison ferroviaire de l'arrondissement est établie en 1879 sur la ligne Schneidemühl - Jastrow - Neustettin du chemin de fer prussien oriental. Puis, en 1881, les chemins de fer prussiens atteignent la ville de Deutsch Krone depuis Schneidemühl et plus loin en 1888 le nœud ferroviaire de Kallies dans l'arrondissement de Dramburg.
Après que la ville de Märkisch Friedland à l'ouest de l'arrondissement a été reliée à la ligne Kallies - Falkenburg en 1900, la ligne Tempelburg - Jastrow suit au nord en 1908, qui a été prolongée jusqu'à Flatow en 1914. Au même moment, la ligne Deutsch Krone – Plietnitz – Flatow commence ses opérations.
Avant cela, l'arrondissement de Deutsch Krone a construit deux petits chemins de fer appartenant à l'arrondissement (de) qui partaient de la ville de Deutsch Krone :
- 1898 de Westbahnhof à Virchow dans l'arrondissement de Dramburg et
- 1904 de Südbahnhof à Schloppe, où la ligne continue jusqu'à Kreuz dès 1899. Il s'agit d'un réseau ferroviaire de 220 km de longueur, dont 63 km dans l'arrondissement.

L'ancienne Reichsstraße 1 (Aix-la-Chapelle-Eydtkuhnen) traverse Deutsch Krone.

## Personnalités liées à l'arrondissement
- Heinrich von Friedberg (1813-1895), homme politique né à Märkisch Friedland.
- Joseph A. Stargardt (1822-1885), éditeur né à Märkisch Friedland.
- Arnold Wahnschaffe (1865-1941), homme politique né à Rosenfelde.
- Hermann Foertsch (1895-1961), général né à Drahnow